# ブラッドワークス
有限会社ブラッドワークス（英文:Bloodworks ltd.）は、日本の映画、オリジナルビデオ及び映像コンテンツの企画・製作・販売会社。代表取締役は佐井ゆき。
2004年、老舗アダルトビデオメーカー・V&Rプランニング制作部が分離独立し、その関連会社として設立。
2016年2月20日、V&Rプランニング前代表取締役だった三枝進が、ニコニコ生放送で配信された『大復活！MADVIDEO！内臓破壊万歳！緊急対談！三枝進が語る、新生MADVIDEO!』にて、21年ぶりにレーベルを立ち上げ復活とさせる。
2016年6月3日には、MAD VIDEOの復活第1作として2014年にステファン・バイロ監督がアメリカで制作した『AmericanGuineaPig〜BouquetOfGuts＆Gore〜』（アメリカン・ギニーピッグ〜血と臓物の花束〜）が『アメリカンギニーピッグ』としてリリースされた。

## 主なレーベル
- MAD VIDEO（マッドビデオ） - 三枝進プロデュース・監督を手がけるスプラッター・ホラーの作品レーベル。
- DeepRed（ディープレッド） - 岡崎喜之プロデュース・監督を手がけるホラー・ドキュメンタリーの作品レーベル。

## 主な作品

### MAD VIDEO
- ひとりかくれんぼ 黄泉がえり遊び
- 事故物件 クロユリ荘